# Paràbola del mestre i el servent

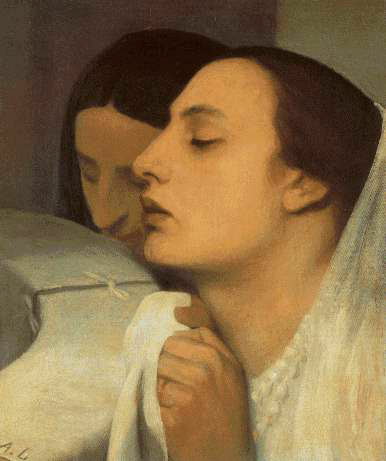
Oració de gràcies després la comunió per Tomàs d'Aquino inclou una frase similar al darrer vers d'aquesta paràbola:
Us agraeixo, senyor, totpoderós Pare, Déu etern, que heu dignat, no per mèrits meus, sinó per la condescendència de la vostra bondat, per satisfer-me un pecador, el vostre servent indigne.
(Pintura de Alphonse Legros)

El mestre i el servent és una paràbola de Jesucrist recollida a l'Evangeli segons Lluc. Diu que cal saber donar generosament i gratuïtament (sense esperar res a canvi).

## Text
Evangeli segons Lluc, capítol 17, versicles 7 a 10:
7 »¿Qui de vosaltres, si té un servent a llaurar o a pasturar el ramat, li dirà, quan ell torni del camp: "Vine de seguida a seure a taula"? 8 ¿No li dirà més aviat: "Prepara'm alguna cosa per sopar i estigues a punt per a servir-me fins que hauré acabat de menjar i beure, que després ja menjaràs i beuràs tu"? 9 ¿És que donarà les gràcies al servent perquè ha fet allò que se li havia manat? 10 Així també vosaltres, quan haureu fet tot allò que Déu us ha manat, digueu: "Som uns servents que no mereixen recompensa: hem fet només el que havíem de fer."

## Interpretació
El Pare Joseph-Marie Verlinde diu que cal servir gratuïtament: « Entrem doncs des d'ara en aquestes disposicions : Déu no espera de nosaltres l'impossible, però que fem el millor que podem el poc que se'ns confia; realitzarà ell mateix la resta per camins que no ens pertany conèixer. Què el servei desinteressat de Déu i dels nostres germans no tingui altre objectiu que testificar el nostre reconeixement per a la gratuïtat de la salut no merescuda. Tot el que vindria a més a més seria un regateig indigne de l'amor. El motiu principal d'aquesta paràbola és: Déu dona gratuïtament, cadascú ha de donar també gratuïtament.